# Lutas nos Jogos Pan-Americanos de 2019 - Greco-romana até 67 kg masculino
A categoria até 67 kg masculino foi um dos eventos da luta greco-romana nos Jogos Pan-Americanos de 2019. Foi disputada em 7 de agosto, no Coliseu Miguel Grau.

## Calendário
Horário local (UTC-5).
| Data        | Horário | Fase                |
| ----------- | ------- | ------------------- |
| 7 de agosto | 10:28   | Quartas de final    |
| 7 de agosto | 11:38   | Semifinal           |
| 7 de agosto | 16:41   | Disputa pelo bronze |
| 7 de agosto | 16:55   | Final               |

## Medalhistas
| Ouro   | CUB Ismael Borrero                |
| Prata  | MEX Manuel López                  |
| Bronze | USA Ellis Coleman PER Nilton Soto |

## Resultados

### Chave
|  | Quartas-de-final      | Quartas-de-final      | Quartas-de-final |  |  | Semifinais            | Semifinais            | Semifinais           |    |                             | Final                       | Final | Final |
|  |                       |                       |                  |  |  |                       |                       |                      |    |                             |                             |       |       |
|  | Manuel López (MEX)    | Manuel López (MEX)    | 1                |  |  |                       |                       |                      |    |                             |                             |       |       |
|  | Shalom Villegas (VEN) | Shalom Villegas (VEN) | 4                |  |  | Shalom Villegas (VEN) | Shalom Villegas (VEN) | 8                    |    |                             |                             |       |       |
|  | Cristhian Rivas (ECU) | Cristhian Rivas (ECU) | 3                |  |  | Nilton Soto (PER)     | Nilton Soto (PER)     | 0                    |    |                             |                             |       |       |
|  | Nilton Soto (PER)     | Nilton Soto (PER)     | 3                |  |  |                       |                       |                      |    | Shalom Villegas (VEN) * [a] | Shalom Villegas (VEN) * [a] | 0     |       |
|  | Joílson Júnior (BRA)  | Joílson Júnior (BRA)  | 3                |  |  |                       | Ismael Borrero (CUB)  | Ismael Borrero (CUB) | 12 |                             |                             |       |       |
|  | Ellis Coleman (USA)   | Ellis Coleman (USA)   | 8F               |  |  | Ellis Coleman (USA)   | Ellis Coleman (USA)   | 0                    |    |                             |                             |       |       |
|  | Ismael Borrero (CUB)  | Ismael Borrero (CUB)  | 8                |  |  | Ismael Borrero (CUB)  | Ismael Borrero (CUB)  | 8                    |    |                             |                             |       |       |
|  | Luis de León (DOM)    | Luis de León (DOM)    | 0                |  |  |                       |                       |                      |    |                             |                             |       |       |
|  |                       |                       |                  |  |  |                       |                       |                      |    |                             |                             |       |       |
|  |                       |                       |                  |  |  |                       |                       |                      |    |                             |                             |       |       |

### Repescagem
|  | Primeira rodada    | Primeira rodada   | Primeira rodada |  |  | Disputa pelo bronze | Disputa pelo bronze | Disputa pelo bronze |
|  |                    |                   |                 |  |  |                     |                     |                     |
|  | Manuel López (MEX) |                   |                 |  |  |                     |                     |                     |
|  | bye                | bye               |                 |  |  | Manuel López (MEX)  | Manuel López (MEX)  | 3                   |
|  | Nilton Soto (PER)  | Nilton Soto (PER) |                 |  |  | Nilton Soto (PER)   | Nilton Soto (PER)   | 1                   |
|  | bye                |                   |                 |  |  |                     |                     |                     |
|  |                    |                   |                 |  |  |                     |                     |                     |
|  |                    |                   |                 |  |  |                     |                     |                     |
|  |                    |                   |                 |  |  |                     |                     |                     |

|  | Primeira rodada     | Primeira rodada     | Primeira rodada |  |  | Disputa pelo bronze | Disputa pelo bronze | Disputa pelo bronze |
|  |                     |                     |                 |  |  |                     |                     |                     |
|  | Luis de León (DOM)  |                     |                 |  |  |                     |                     |                     |
|  | bye                 | bye                 |                 |  |  | Luis de León (DOM)  | Luis de León (DOM)  | 1                   |
|  | Ellis Coleman (USA) | Ellis Coleman (USA) |                 |  |  | Ellis Coleman (USA) | Ellis Coleman (USA) | 4F                  |
|  | bye                 |                     |                 |  |  |                     |                     |                     |
|  |                     |                     |                 |  |  |                     |                     |                     |
|  |                     |                     |                 |  |  |                     |                     |                     |
|  |                     |                     |                 |  |  |                     |                     |                     |

- a  Shalom Villegas, da Venezuela, perdeu a medalha de ouro por violação de doping. [2]